# Museu da Cerveja (Blumenau)
O Museu da Cerveja da cidade catarinense de Blumenau foi inaugurado em 24 de setembro de 1996. O lugar mostra a evolução do cenário cervejeiro em Santa Catarina, explicando como o processo de preparação da cerveja mudou no decorrer dos anos e trazendo peças da década de 1890, 1892 e 1920, do acervo de grandes cervejarias como Feldmann - umas das primeiras na região - e Brahma.
Alguns dos objetos presentes no museu são equipamentos que apresentam a confecção da cerveja, balanças utilizada para contar a quantidade de lúpulo a ser usada moedores para o malte, entre outros.
Também é possível se informar sobre a história da Oktoberfest Blumenau através de fotografias, objetos e cartazes.

## Localização
Blumenau é hoje considerada um dos principais polos produtores de cerveja. Ela é atualmente reconhecida nacional e internacionalmente pela qualidade e capilaridade das cervejas, ao ponto de a cidade receber o título de  “Capital Nacional da Cerveja”. Atualmente, o município é sede do Festival Nacional da Cerveabundância, do Oktoberfest, entre outros eventos culturais e é um grande atrativo para os turistas do Brasil e do mundo.

## História
O museu de cerveja de Blumenau foi inaugurado no ano de 1996 e está localizado as margens do rio Itajaí, no centro histórico da cidade. Grande parte das pecas exibidas sao das cervejarias Fieldman e Brahma.
O prédio e maquinário da Fieldman que produziam a cerveja Bock, estavam abandonados até que opor iniciativa da Fundacao Cultural de Blumenau e a Momento Engenharia se uniram e restauraram o prédio ampliando e revitalizando criando Centro Cultural da Vila Itoupava , que mais tarde ficou conhecido como Museu da cerveja.

## Coleção
O museu da cerveja traz coleções de pecas que já pertenceram a antiga e extinta Cervejaria Feldmann, localizada em Blumenau, Santa Catarina e também a Cervejaria Brahma. Apresenta antigos equipamentos que foram utilizados na fabricação de cerveja e de outros objetos, fotografias, documentos e textos que vão contar a história do famoso líquido da cevada.
O museu da cerveja em Blumenau conta com um acervo que volta a ideia dos mais de 6 mil anos da bebida em todo o mundo. São objetos que dão referencias a industria e a cultura cervejeira assim como suas memórias.
Ele é mantido pela secretaria da Cultura da cidade, sendo assim a entrada é franca e apresenta diversas atrações, que vão desde os proprios objetos usados no preparo da bebida até explicações de todo o processo.
No museu você encontra dentre os objetos, os primeiros barris usados na Oktober Fest, equipamentos para fabricação de cerveja, geladeiras movidas a gelo e moinhos de malte naturais.

## História da cerveja no Brasil
A cervejaria chegou ao Brasil na colonização holandesa no século XVII, porque os holandeses gostavam bastante de cerveja. Maurício de Nassau foi um dos principais nomes que trouxeram a cerveja do país 1637. Na época, a bebida ficou concentrada inteiramente na cidade de Recife, Pernambuco. O colonizador quando desembarcou no Brasil trouxe junto vários profissionais tais como cientistas, astrônomos, médicos e artistas.
Recife estava passando por um período próspero e, por isso, o Brasil se tornou o principal porto da Companhia das Índias Ocidentais no Brasil. Junto com Nassau desembarcou no Brasil, o mestre cervejeiro Dirck Dicx. Ele veio com uma planta de cervejaria e os componentes para serem montados. O local foi estruturado em 1640 e ficou denominado "La Fontaine". Com a expulsão dos holandeses em 1654, a cerveja deixa o Brasil. Ela só voltaria no fim do século XVIII e início do XIX. Isso ocorreu, por conta do protecionismo adotado pela coroa portuguesa, visando proteger os produtos e o mercado interno.
Com a vinda da família real portuguesa em 1808, fugindo na invasão napoleônica, Portugal abriu as noções para os países aliados, processo que ficou conhecido como “Abertura dos Portos para as Nações Amigas”. Isso fez com que a cerveja voltasse ao Brasil, principalmente porque Dom João VI gostava bastante de cerveja. Até esse período, toda a cerveja consumida no Brasil era contrabandeada do Recife para o Rio de Janeiro e Salvador.
Com a abertura dos portos, os burgueses, nobres e a côrte puderam ter à sua mesa produtos então inéditos, tais como chá, queijo, presunto, pão branco, gim, uísque e principalmente cerveja. Por conta da aliança de Portugal com a Inglaterra, a cerveja inglesa dominou o mercado brasileiro. Alguns rótulos como a “Porter e a Pale Ale", fizeram sucesso no Brasil. O domínio da cerveja inglesa no Brasil perpetua até os anos setenta do século XIX, quando na década de 1830, a cachaça feita da cana de açúcar torna-se a bebida mais popular brasileira.
Nesse mesmo período, o Brasil já iniciava uma produção de cerveja, embora ainda tímida, realizado por imigrantes e apenas para consumo próprio. Poucas cervejarias eram encontradas no Brasil até 1858, e se localizavam principalmente no Rio de Janeiro, São Paulo e no Rio Grande do Sul. O período próspero da cerveja alemã no Brasil não foi duradouro, porque em 1896, os impostos de importação foram exponencialmente aumentados. Com o advento da indústria cervejeira nacional, as importações de cerveja praticamente cessaram no início do século XX. No século XXI, o Brasil cria uma das suas principais indústrias de cerveja mundial, o que o coloca como uma referência internacional tanto no consumo quanto na produção de cerveja.  

## Turismo cervejeiro
O Museu da Cerveja localizado em Blumenau é um dos principais pontos turísticos cervejeiros. Hoje, a maneira mais comum de se praticar esse tipo de turismo é por meio da visita a cervejarias, até quando a principal motivação do visitante não seja o consumo de cerveja propriamente dito ou a familiarização como o processo de fabricação. Os roteiros cervejeiros geralmente incluem visitas guiadas por especialistas a fábricas, bares, restaurantes e lojas.
O Turismo Cervejeiro está principalmente associadas à degustação e fabricação da cerveja; às tradições, festas e cultura ligadas ao segmento cervejeiro; e à gastronomia de cada estabelecimento. Isso exemplifica a multiplicidade de produtos que podem ser desenvolvidos e explorados dentro do Turismo Cervejeiro.